# Anthotroche walcottii
Anthotroche walcottii är en potatisväxtart som beskrevs av Ferdinand von Mueller. Anthotroche walcottii ingår i släktet Anthotroche och familjen potatisväxter. Inga underarter finns listade i Catalogue of Life.